# Vilavelhense Futebol Clube
O Vilavelhense Futebol Clube é um clube de futebol brasileiro da cidade de Vila Velha no Espírito Santo. Suas cores são o azul, o vermelho e o branco, sendo essas as cores da bandeira de Vila Velha.
O clube também possui times de futebol de areia e futsal.

## História
O Vilavelhense Futebol Clube foi fundado em 26 de agosto de 2002, e profissionalizado em reunião da Diretoria da Confederação Brasileira de Futebol (CBF) em 13 de março de 2003.
Em seu primeiro ano como profissional, disputou o Campeonato Capixaba da Segunda Divisão em 2003, enfrentando a Desportiva Capixaba nas finais, sagrando-se campeão, tendo feito a melhor campanha durante todo o campeonato. Credenciou-se, assim, a disputar a Primeira Divisão.
Após participação no Capixabão de 2010, o Vilavelhense desistiu de participar no ano seguinte. Em 2012, no retorno ao futebol profissional, chega à semifinal da Segunda Divisão quando foi eliminado pelo Estrela do Norte.
Em 2014 o Vilavelhense desiste de participar do Campeonato Capixaba da Série B devido à falta de patrocínios. Com desistência após a publicação do regulamento e tabela, clube ficou suspenso de competições oficiais por um ano.
Nas edições de 2015 a 2018 da Série B, o Vilavelhense não se classifica às fases finais da competição, ficando fora da disputa para acesso à Série A do Capixabão, competição disputada pela última vez em 2010.
No Campeonato Capixaba da Série B de 2019, o Vila classifica-se às semifinais da competição. Nas semifinais é eliminado pelo São Mateus. Na Copa Espírito Santo de 2019, o Vilavelhense é eliminado pelo Real Noroeste nas quartas de final.
Na semifinal do Série B do Campeonato Capixaba de 2020, o Vilavelhense elimina o Capixaba e assegura o acesso à Série A após 10 anos com gol aos 44 minutos do segundo tempo. No Estádio Kleber Andrade, o clube devolveu o placar de 1 a 0 do jogo de ida e por ter feito melhor campanha que o adversário na primeira fase conquistou a vaga na final. Na final, o Vilavelhense vence os dois jogos contra o Pinheiros-ES por 2 a 0 e conquista o seu segundo título na competição.
Em 2023 foi rebaixado no Campeonato Capixaba.

## Títulos
| ESTADUAIS | ESTADUAIS                     | ESTADUAIS | ESTADUAIS  |
|           | Competição                    | Títulos   | Temporadas |
| --------- | ----------------------------- | --------- | ---------- |
|           | Copa Espírito Santo           | 1         | 2006       |
|           | Campeonato Capixaba - Série B | 2         | 2003, 2020 |

### Categoria de base
- Campeão Estadual de Juniores: 1 (2007)
- Campeão Estadual Sub-17: 1 (2009)
- Campeão da Copa Espírito Santo Sub-17: 2 (2009, 2011)
- Campeão Estadual Sub-15: 2 (2011, 2015)
- Campeão da Copa Espírito Santo Sub-15: 2 (2011, 2015)
- Campeão Estadual Sub-13: 1 (2008)

Fonte

### Campanhas de destaque
- Vice-campeão da Copa Espírito Santo: 1 (2007)

## Estatísticas

### Participações
|  | Participações em 2025 |

| Competição              | Competição          | Temporadas | Melhor campanha           | Anos                                                    | P | R |
| Espírito Santo (estado) | Campeonato Capixaba | 12         | 4º colocado (2007 e 2009) | 2004-2010, 2021-2023, 2025                              |   | 2 |
| Espírito Santo (estado) | Série B             | 10         | Campeão (2003 e 2020)     | 2003, 2012-2013, 2015-2020, 2024                        | 2 |   |
| Espírito Santo (estado) | Copa Espírito Santo | 12         | Campeão (2006)            | 2005-2008, 2011, 2013, 2016, 2019, 2021-2022, 2024-2025 |   |   |
| Brasil                  | Copa do Brasil      | 1          | 36º colocado (2007)       | 2007                                                    |   |   |

## Uniformes

### Temporada 2021
| Uniforme nº 1 | Uniforme nº 2 |

### Temporada 2020
| Uniforme nº 1 | Uniforme nº 2 |

### Temporada 2019
Copa Espírito Santo
| Uniforme nº 1 | Uniforme nº 2 |

Campeonato Capixaba - Série B
| Uniforme nº 1 | Uniforme nº 2 |

### Temporada 2018
| Uniforme nº 1 | Uniforme nº 2 |

### Temporada 2017
| Uniforme nº 1 | Uniforme nº 2 |

### Temporada 2016
| Uniforme nº 1 | Uniforme nº 2 | Uniforme nº 3 |

### Temporada 2015
| Uniforme nº 1 | Uniforme nº 2 |

## Futebol de areia
Na I etapa do Circuito Brasileiro de 2013 realizada na Praia de Camburi em Vitória, o Vilavelhense perde a final para o Vasco da Gama por 6 a 3 e termina com o vice-campeonato. Sonaldo foi eleito o melhor goleiro da competição e o jogador Feijão a revelação.
Na Copa Brasil de Clubes de 2014 realizado em Ponta Negra, Manaus, o Vilavelhense de Buru perde a semifinal para o Vasco da Gama na disputa por pênaltis após empate por 3 a 3. Na disputa pelo terceiro lugar, o time perde para a equipe do Flamengo por 4 a 3, terminando na quarta colocação.

### Campanhas de destaque
- Vice-campeão da I Etapa do Circuito Brasileiro de Futebol de Areia: 1 (2013)
- 4º Colocado da Copa Brasil: 1 (2014)